# Pedro Sarmiento
Pour les articles homonymes, voir Sarmiento.
Ne pas confondre avec Pedro Sarmiento de Gamboa (XVIe siècle).
Pedro Sarmiento est un homme politique du royaume de Jean II de Castille, repostero du roi et membre du Conseil de Castille. Il a remplacé Álvaro de Luna après la bataille d'Olmedo (1445). Quand Don Álvaro a récupéré son influence, Pedro Sarmiento est devenu partisan du prince Henri (futur Henri IV de Castille).

## Biographie
Il est à l'origine de la révolte anticonverso de Tolède (1449), avec les chanoines Juan Alfonso et Pedro López Gálvez, et avec Marcos García de Mora (aussi appelé Marquillos de Mazarambroz), qui a rédigé un mémoire justifiant la rébellion, dont les composantes étaient antijuives, fiscales et politiques. Ils arrivèrent à condamner leur ennemi l'archidiacre de la cathédrale : Fernando de Cerezuela.
L'intervention du pape Nicolas V a donné raison aux partisans des conversos. Mais la diffusion des estatutos de limpieza de sangre (statuts de pureté de sang), qui réservaient les postes  et les dignités dans d'innombrables institutions (municipalités, universités, ordres militaires…) à ceux qui pouvaient démontrer leur origine de vieux chrétiens, avait étendu le problème des "nouveaux chrétiens" à toute la Castille. Ces statuts vont contribuer à la persécution des juifs avec l'Inquisition (1478)  et l'expulsion des juifs (1492) par les Rois catholiques.